# St. Johannis (Obergebra)

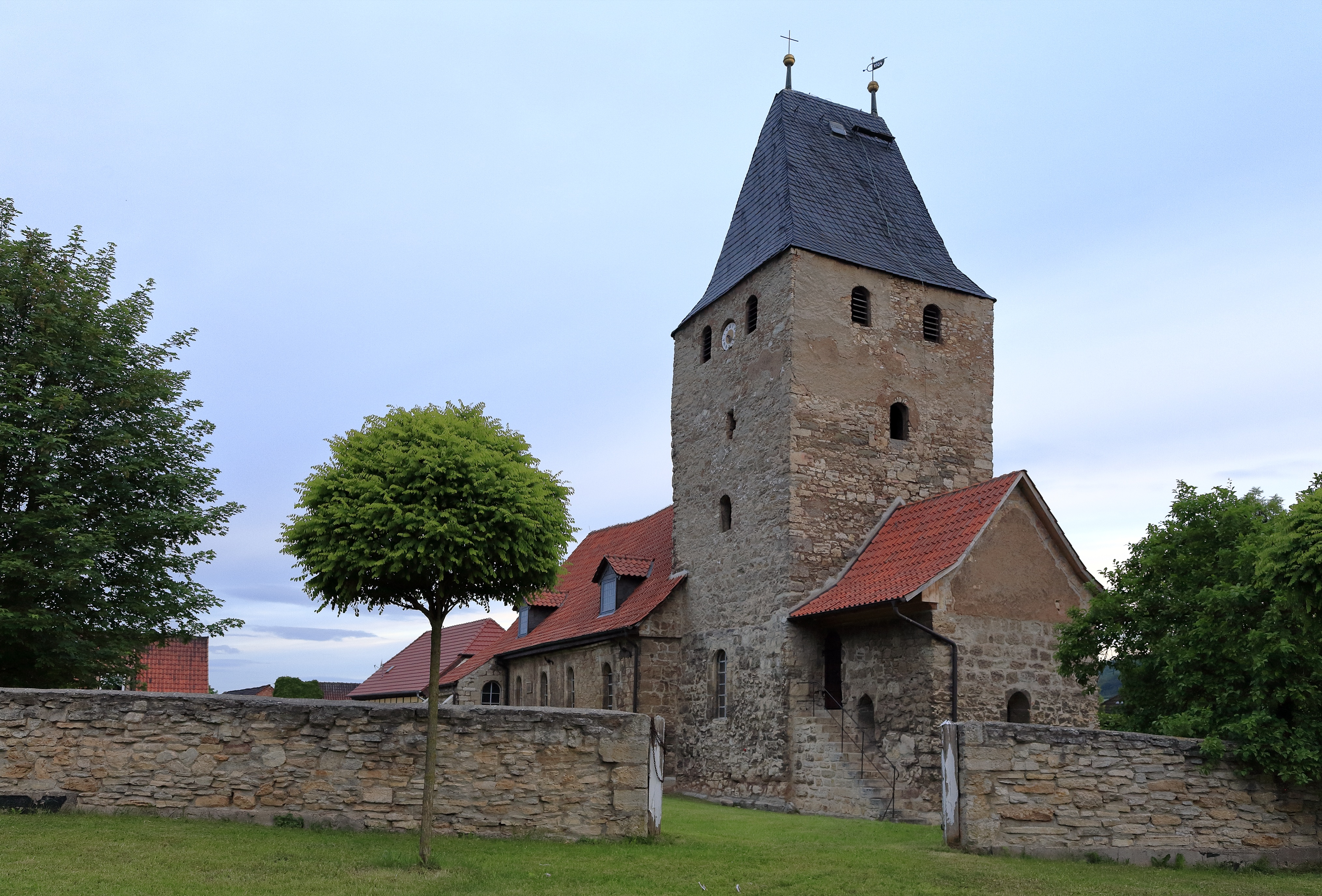
St. Johannis

Die evangelisch-lutherische, denkmalgeschützte Dorfkirche St. Johannis steht in Obergebra, einem Ortsteil der Stadt Bleicherode im Landkreis Nordhausen in Thüringen. Die Kirchengemeinde Obergebra gehört zum Pfarrbereich Niedergebra im Kirchenkreis Südharz der Evangelischen Kirche in Mitteldeutschland.

## Beschreibung
Der älteste Vorgängerbau ist aus dem 13. Jahrhundert. Im 14./15. Jahrhundert erfolgte der Aufbau einer Wehrkirche. 1517 wurde das alte Langhaus durch einen vergrößerten Neubau ersetzt. Die Saalkirche wurde aus Bruchsteinen errichtet. Das Langhaus ist mit einem Satteldach versehen. Der querrechteckige, eingezogene Chorturm hat schmale gotische Fenster und ist mit einem hohen schiefergedeckten Walmdach bedeckt. Im Turm hängen drei Glocken, eine von 1456 mit dem Schlagton As, eine von 1660 mit dem Schlagton F und eine als Ersatz für eine im 1. Weltkrieg eingeschmolzene von 2001 mit dem Schlagton cis. Der Innenraum hat an drei Seiten Emporen und ist mit einem hölzernen Tonnengewölbe überspannt. Der Chor hat ein Kreuzrippengewölbe. Der Altarraum öffnet sich mit einem stumpfen spitzbogigen Triumphbogen zum Kirchenschiff. Im Osten schließt sich ein kleiner Anbau mit einer spitzbogigen Tür an, der ebenfalls ein Kreuzrippengewölbe hat. Er diente früher als Sakristei. Ein Kanzelaltar ist vom Ende des 18. Jahrhunderts. Die Orgel mit 21 Registern, verteilt auf 2 Manuale und Pedal, wurde 1921 von einem unbekannten Orgelbauer gebaut und 1934 von Georg Kiessling & Söhne umgebaut.